# 豪尔赫·乌维科
豪尔赫·乌维科·卡斯塔涅達（西班牙語：Jorge Ubico Castañeda，1878年11月10日—1946年6月14日）是危地马拉的独裁者，又被称为五号将军、中美拿破仑。他是危地马拉的将军，在1931年在等額选举中当选为总统。他延续了前任總統对美国联合果品公司和富裕地主提供大量政策优惠的政策。他被认为是危地马拉最专制的独裁者，甚至自比阿道夫·希特勒。乌维科在1944年的危地马拉革命中被推翻，其下台是為期十年的瓜地馬拉革命之始。

## 出身和军旅生涯
豪尔赫·乌维科出身于一个自由派家庭，其父阿图罗·乌维科·乌鲁埃拉是一个律师，曾在卡夫雷拉政府中就职。豪尔赫·乌维科毕业于危地马拉最好的学校之一，随后去了美国和欧洲进行教育。1897年他进入军队，由于显赫的家世，他很快就得到了晋升，在28岁时就已经成为了上校。他后來成为了上韦拉帕斯省的省长，之后又成为了雷塔卢莱乌省的省长。1918年，他下令抽干了州内的一处沼泽以防止黄热病的传播，并因此受到了称赞；此外，他在墨危边境打击盗匪和偷渡者的举措使他名望大增。
1921年，由于卡洛斯·埃雷拉·伊鲁纳总统拒绝对联合果品公司进行让步，乌维科被召集进了首都危地马拉城并且参加了军方的政变，在政变后，何塞·玛丽亚·奥雷利亚纳·平托总统上台，任命豪尔赫·乌维科为战争部长，但是乌维科在一年后辞职。1926年，奥雷利亚纳死去后，乌维科竞选总统失败，回到了他在危地马拉城郊的农场赋闲。

## 上台
1930年，拉萨罗·查孔·冈萨雷斯因中风辞去总统职务，继任者鲍迪里奥·帕尔马在上任仅四天后就被武装力量罢免，曼努埃尔·奥雷利亚纳将军上台。美国极力反对曼努埃尔·奥雷利亚纳政府，并且动用强力手段使曼努埃尔·奥雷利亚纳辞职，何塞·玛利亚·雷纳·安德拉德上台。由于对安德拉德的不信任，自由党和进步党结盟选举乌维科上台。
1931年2月，他以305,841票当选。他在就职演说中承诺要让危地马拉迈向文明之路。上任后，他展开了一场运动，其中包括强化独裁和集权。

## 统治
乌维科的统治被称为极权主义。约翰·冈瑟在1941年期间访问了该国，他将危地马拉描述为“一个由一个男人统治的国家”。甘瑟补充说：“他到处都有间谍和特工，并且以惊人的程度了解每个人的思想。”乌维科领导的危地马拉被称作“现代监狱”。他使许多政治和社会机构（包括邮局，学校和交响乐团）军事化，并任命军官负责许多政府职位。他经常环游全国，穿着军装进行“巡查”。
乌维科认为危地马拉是美国在中美洲最亲密的盟友。乌维科领导的政府采取亲美国立场。联合国品公司成为危地马拉最重要的公司。 它获得了政府的进口税和地产税豁免，并控制了比任何其他团体或个人更多的土地。它还控制着该国唯一的铁路，唯一能够发电的设施以及大西洋沿岸的巴里奥斯港的港口设施。
乌维科的镇压政策和傲慢的举止导致了由中产阶级知识分子，专业人士和下层军官的广泛的普遍起义。 1944年6月25日，在一次和平示威中，学校老师玛丽亚·钦奇利亚·雷基诺斯逝世引发了强烈抗议，在大罢工和全国抗议活动中，乌维科于1944年7月1日辞职。最初，他计划将权力移交给他认为可以控制的前警察局长罗德里科·安苏托将军。但是他的顾问们认为安苏托的亲纳粹立场使他非常不受欢迎，并且他将无法控制军队。因此，乌比科选择了由布埃纳文图拉·皮涅达少将、爱德华多·比利亚格兰·阿理萨少将和费德里科·庞塞·维德斯将军组成的政府。
三名将军答应召集国民议会选举临时总统，但当国会于7月3日开会时，士兵们持枪驻守于国会，并迫使他们投票给庞塞·维德斯将军，而不是受欢迎的文职官员出身的候选人拉蒙·卡尔德隆。庞塞·维德斯曾因酗酒而退伍，但是后来他成为了乌维科的得力下属。维德斯保留了许多在乌维科政府工作的官员，危地马拉人意识到乌维科政府的镇压政策仍在继续。

## 危地马拉十月革命和流亡
反对派组织再次开始行动，这次有许多著名的政治和军事领导人参加，他们认为庞塞·维德斯政权违反宪法。 反对派的军官中有哈科沃·阿本斯和弗朗西斯科·哈维尔·阿拉纳少校。曾经乌维科在政治学院解雇了阿本斯，从那以后，阿本斯便在萨尔瓦多组织了一批革命流亡者。 1944年10月19日，一小群由阿本斯和阿拉纳带领的士兵和学生袭击了危地马拉的总统官邸，后来被称为“危地马拉十月革命”，庞塞·维德斯被击败并流放。阿本斯、阿拉纳和豪尔赫·托里埃略律师成立了一个军政府，该军政府在年底之前举行了民主选举，並由胡安·何塞·阿雷瓦洛教授當选。
庞塞·维德斯政权倒台后，乌维科流亡到美国新奥尔良，1946年6月14日，他在新奥尔良死于肺癌。